# Guillaume Valette
Guillaume Valette (ur. 1975) – matematyk, doktor habilitowany nauk matematycznych. Specjalizuje się w równaniach różniczkowych. Profesor nadzwyczajny Instytutu Matematycznego PAN oraz Katedry Funkcji Rzeczywistych Instytutu Matematyki Wydziału Matematyki i Informatyki Uniwersytetu Jagiellońskiego.

## Życiorys zawodowy
Stopień doktorski uzyskał we francuskim Université de Provence - Aix-Marseille w 2003 broniąc pracy pt. Détermination et stabilité du type métrique des singularités przygotowanej pod kierunkiem Davida Trotmana. Habilitował się w Instytucie Matematycznym PAN w 2011 na podstawie oceny dorobku naukowego i rozprawy pt. Lipschitz geometry of tame sets.
Swoje prace publikował w takich czasopismach jak m.in. „Advances in Mathematics”, „Mathematische Zeitschrift”, „Geometriae Dedicata”, „Journal of Geometric Analysis", „Journal of Symbolic Logic" oraz „Annales Polonici Mathematici”.